# Jozef Činčár
Generálporučík Jozef Činčár (14. listopadu 1921 Michalovce – 10. srpna 2013 Praha) byl válečný veterán, který významně přispěl k osvobození Československa během druhé světové války.

## Rodina
Jeho otec byl legionářem z první světové války. Když byl služebně převelen na Podkarpatskou Rus, tak s ním odešla celá rodina. Do Michalovců se vrátil na studia a v roce 1942 zde úspěšně ukončil gymnázium. 

## Válečná cesta
Sloužil jako voják u leteckého pluku ve slovenské armádě v letech 1942–1943. Když se dozvěděl, že se formuje československá armáda, odešel do Polska. Absolvoval armádní výcvik a sloužil jako letec, na pozici střelce. Prošel si významnými bitvami východní fronty. 

## Poválečná léta
Profesně působil v armádě od roku 1948 do roku 1984, kdy byl penzionován. V letech 1948–1951 absolvoval Vojenskou akademii v Moninu. Stal se náčelníkem československého vojenského letectva. 
Vedoucím odboru obrany a bezpečnosti předsednictva vlády byl jmenován v roce 1969. V následujících letech zastával funkci velitele letectva a protivzdušné obrany státu. Působil též jako náměstek ministra obrany.
V roce 1970 byl povýšen na generálporučíka.

## Vyznamenání
- Pamětní medaile československé armády v zahraničí
- Československá medaile Za chrabrost před nepřítelem
- Medaile Za vítězství nad Německem ve Velké Vlastenecké válce 1941-1945[6], (SSSR)
- Řád vlastenecké války, II. stupeň, (SSSR)
- Řád rudé hvězdy
- Československá medaile Za službu vlasti
- Vyznamenání Za zásluhy o obranu vlasti
- Vyznamenání Za vynikající práci
- Jubilejní medaile 20. výročí vítězství ve Velké vlastenecké válce 1941–1945, (SSSR)
- Jubilejní medaile 30. výročí vítězství ve Velké vlastenecké válce 1941–1945, (SSSR)
- Řád práce, číslo matriky 4366, rok 1971
- Medaile Za upevňování přátelství ve zbrani [7], I. stupeň
- Pamětní medaile k 30. výročí národně osvobozeneckého boje našeho lidu a osvobození Československa Sovětskou armádou, 1975